# Leon Falski
Leon Falski (ur. w 1868 w Warszawie, zm. w 1912 w Wołożynie) – polski lekarz, działacz ruchu socjalistycznego i niepodległościowego, organizator związków zawodowych wśród łódzkich włókniarek i włókniarzy, członek Związku Robotników Polskich, współzałożyciel i działacz PPS, współpracownik „Robotnika”; mąż Marii Rogowskiej-Falskiej.

## Życiorys

### Okres aktywności politycznej i społecznej
Urodził się w 1868 roku w Warszawie. Tamże w latach 1889—1890 rozpoczął uniwersyteckie studia medyczne (zob. historia Uniwersytetu Warszawskiego). 
Początkowo był pod wpływem młodzieży z Ligi Narodowej i „Pobudki”, lecz wkrótce przyłączył się do tzw. „marksówki” – nielegalnego koła, zrzeszającego studentów-marksistów (w kole działał m.in. Feliks Perl), a następnie do nowo powstałego Związku Robotników Polskich, zamierzającego prowadzić walkę oświatową i ekonomiczną (jego współzałożycielem był Julian Marchlewski).
W listopadzie 1891 roku doszło do aresztowań licznych związkowców (m.in.w Cytadeli Warszawskiej osadzono J. Marchlewskiego). Falski zajmował się organizowaniem pomocy uwięzionym. W 1893 roku należał do współzałożycieli PPS i był jednym z pierwszych jej kierowników oraz redaktorem „Robotnika” – organu partii. W końcu czerwca tegoż roku został aresztowany i osadzony na 4 lata. Zgodnie z wyrokiem administracyjnym spędził 5 lat na zesłaniu na Syberię i kolejne 5 lat pod dozorem policyjnym. Na Zabajkalu podjął początkowo pracę felczera, a następnie został cenionym przez pacjentów lekarzem.
Pozwolenie na zagraniczny wyjazd na studia do Krakowa (zob. UJ w okresie zaborów) otrzymał w 1901 roku. W Krakowie zaangażował się m.in. w „sprawę Kasprzaka” (przeprowadził rewizję jego procesu).
Do Kongresówki wrócił w okresie rewolucji 1905 roku. Podjął działalność początkowo w Warszawie, a następnie w Łodzi, gdzie współorganizował Związek Włókienniczy. W końcu 1906 roku został ponownie aresztowany i uwięziony (był więźniem Cytadeli Warszawskiej i Pawiaka przez cztery lata).

### Małżeństwo i praktyka lekarska na Wileńszczyźnie
Po wyjściu na wolność wycofał się z pracy partyjnej i z konspiracji. Skończył studia medyczne za granicą. Wraz z Marią Rogowską – poznaną w 1906 roku nauczycielką i aktywną działaczką PPS – wyjechał do Londynu (oboje ukrywali się przed carską policją). Tam w 1910 roku wzięli ślub cywilny – byli pryncypialnymi antyklerykałami, a w zaborach rosyjskim i austriackim takich ślubów nie udzielano.
Po powrocie do kraju Maria i Leon Falscy zamieszkali na Wileńszczyźnie w Wołożynie, małym miasteczku między Lidą a Mińskiem. Tu urodziła się ich córeczka, Hania. Leon Falski pracował jako lekarz białoruskiej, żydowskiej i polskiej biedoty (żona uczyła). Był szanowany, a nawet uwielbiany przez swoich pacjentów za ofiarność i bezinteresowność.
W 1912 roku zaraził się tyfusem od swoich pacjentów, którym z poświęceniem udzielał pomocy podczas epidemii. W czasie choroby bezwyznaniowego lekarza na intencję jego wyzdrowienia odprawiało modły duchowieństwo dwóch wyznań.
Córeczka Hania zmarła dwa lata później. Maryna Falska – w nieustającej żałobie po mężu i córeczce – poświęciła resztę życia opuszczonym dzieciom (zob. Nasz Dom).

## Wspomnienie
W 1970 roku, gdy minęło stulecie urodzin Leona Falskiego, w Wiadomościach Lekarskich opublikowano wspomnienie, zaczynające się od zdań Michała Haneckiego:

Nazwisko mało znane w świecie lekarskim. Była to jedna z najpiękniejszych postaci na przełomie XIX i XX wieku, w okresie narastania fali rewolucyjnej w zaborze rosyjskim.

W artykule przytoczono opinię doktora Bańkowskiego, który pisał o Leonie Falskim, że cechowała go potężna wola i pracowitość, a równocześnie jego łagodna postać obdarzona była:

…kryształową mocą, a na wszystko co niesprawiedliwe, brudne, wstrętne, reagowała z taką burzliwą mocą, z taką żywiołową potęgą, że wprost niewiadomo było, jak się te cechy mogły łączyć w tym człowieku. Nie znosił bowiem nieprawdy i niesprawiedliwości, brzydził się nimi.